# Eleutherodactylus bartonsmithi
Espèce
Statut de conservation UICN

 CR B1ab(iii) : 
En danger critique
Eleutherodactylus bartonsmithi est une espèce d'amphibiens de la famille des Eleutherodactylidae.

## Répartition
Cette espèce est endémique de Cuba. Elle se rencontre dans les provinces de Holguín et de Guantánamo de 30 à 212 m d'altitude.

## Description
Les femelles mesurent jusqu'à 26 mm.

## Étymologie
Cette espèce est nommée en l'honneur de Barton L. Smith.

## Publication originale
- Schwartz, 1960 : Nine new Cuban frogs of the genus Eleutherodactylus. Science Publishers Reading Public Museum Art Gallery, vol. 11, p. 1-50.